# Madeleine Santschi
Pour les articles homonymes, voir Santschi.
Madeleine Santschi, née le 6 décembre 1916 à Vevey et morte le 3 janvier 2010 à Jouxtens-Mézery, est une écrivaine et traductrice vaudoise.

## Biographie
Madeleine Santschi, romancière, essayiste, journaliste et traductrice, passe son enfance à Nancy puis à Milan où, bien que parlant français, elle fréquente l'école suisse en allemand.
Madeleine Santschi suit des cours à l'École supérieure de commerce à Lausanne avant de se consacrer à l'écriture. Spécialiste de littérature italienne, elle traduit en français des œuvres d'Albino Pierro, Grazia Deledda, Laura Betti et Antonio Pizzuto, avec qui elle travaille de 1966 à 1977 à la traduction et au commentaire de Pagelle I et II  et de Ultime. En édition originale bilingue, elle traduit aussi les dernières œuvres d'Antonio Pizzuto ; elle lui consacre un Portrait en 1986 et propose un choix de ses textes dans Le Triporteur et autres proses. Son amour pour la littérature italienne la pousse à réaliser six émissions diffusées par la Télévision suisse romande et à rédiger de nombreux articles.
Fidèle à ses amis écrivains, elle publie plusieurs essais, dont le plus remarquable reste peut-être Voyage avec Michel Butor. On lui doit également un livre sur Gustave Roud. Madeleine Santschi a participé à plusieurs publications collectives. Elle a aussi publié, en 1951, un recueil de nouvelles intitulé La pièce se joue à l'intérieur ainsi que deux romans Sonate, (1965) et Toutes ces voix, (1994). En 2006, paraît Violence et fragilité de l'instant peindre, écrire, conversation menée entre Jean Lecoultre et Madeleine Santschi par Jacques-Michel Pittier, éditions de l'Aire et Vie Art Cité. Pas de deux sort après la mort de l'auteure, en 2017. Il est préfacé par Sylviane Dupuis.
En 1996, l'Italie lui avait décerné le Prix de traduction Val di Comino.

## Sources
- « Madeleine Santschi », sur la base de données des personnalités vaudoises sur la plateforme « Patrinum » de la Bibliothèque cantonale et universitaire de Lausanne.
- Sylviane Dupuis, Le Temps, 2010/01/05, p. 25
- A.-L. Delacrétaz, D. Maggetti, Écrivaines et écrivains d'aujourd'hui p. 340
- D. Jakubec, D.Maggetti, Solitude surpeuplée un choix de textes, p. 204
- Histoire de la littérature en Suisse romande, sous la dir. de R. Francillon, vol. 4
- Le Courrier, 2008/04/28 p. 12
- « Madeleine Santschi » dans le Dictionnaire historique de la Suisse en ligne..